# Sinan Erdem Spor Salonu
Il Sinan Erdem Spor Salonu, precedentemente noto come il Ataköy Spor Salonu, è una arena dedicata a molti utilizzi, al coperto, che si trova sul lato europeo di Istanbul, in Turchia.
Ha una capienza di 22.500 spettatori per i concerti e di 16.000 per le partite di basket, questo la rende la più grande struttura polifunzionale al coperto della Turchia e la terza più grande d'Europa. Il nome è in onore di Sinan Erdem (1927-2003), che è stato il presidente del Comitato Olimpico Nazionale della Turchia dal 1989 fino alla sua morte nel 2003.
Ha ospitato i campionati mondiali di lotta 2011.